# مینکا یادی کامارا
مینکا یادی کامارا (انگلیسی: Minka Yady Camara؛ زادهٔ ۱۵ اکتبر ۱۹۸۹) بازیکن فوتبال اهل گینه است.
از باشگاه‌هایی که در آن بازی کرده است می‌توان به باشگاه فوتبال لو مان اشاره کرد.
وی همچنین در تیم ملی فوتبال گینه بازی کرده است.